# Bijou (Cocktail)

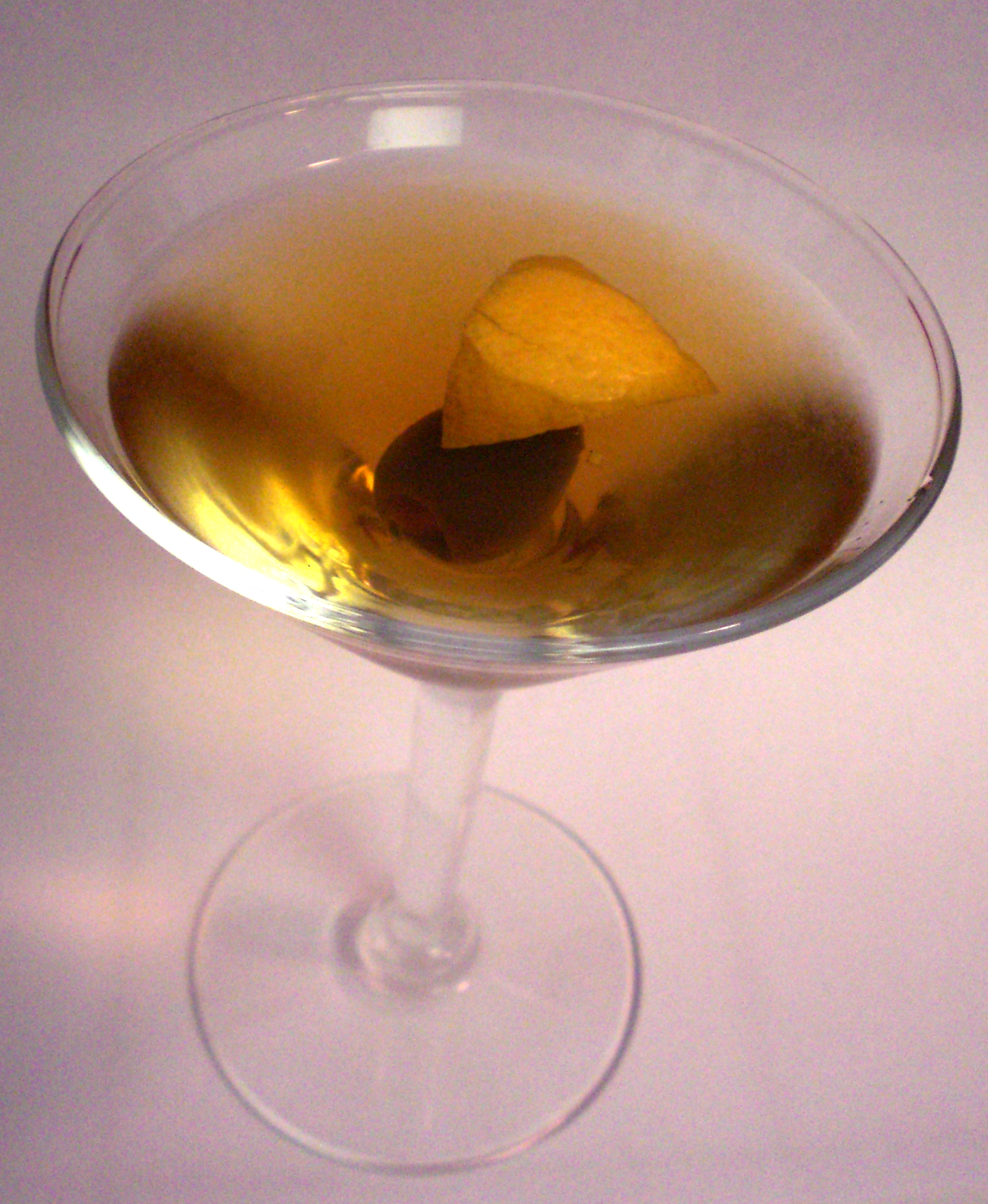
Bijou Cocktail

Der Bijou (französisch für Juwel oder Schmuckstück) ist ein alkoholhaltiger Cocktail aus Gin, rotem Wermut, Chartreuse Verte und Orange Bitters. Er gehört zu den Shortdrinks und wird in einer Cocktailschale serviert.

## Geschichte
Der Cocktail Bijou wurde Ende des 19. Jahrhunderts – einer Zeit, als die Verwendung von Wermut in Cocktails zunehmend populär wurde – erstmals nachweislich zubereitet. Die mutmaßlich erste Erwähnung des Cocktails findet sich in dem Buch Harry Johnson's Bartender's Manual aus dem Jahr 1900. Die Popularität des Drinks war zeitweise ähnlich hoch wie jene für heutige Klassiker, so den Manhattan oder den Martini.
Der Name des Cocktails, der als Juwel oder Schmuckstück übersetzt werden kann, leitet sich von den Zutaten ab, die die drei Farben eben jener Juwelen widerspiegeln: Gin als Diamant, roter Wermut als Rubin und Chartreuse Verte als Smaragd.

## Zubereitung und Variationen
Die klassische Zubereitungsvariante besteht aus gleichen Teilen Gin, Wermut und Chartreuse Verte sowie einem Dash Orange Bitters. Die Zutaten werden in ein mit Eis gefülltes Rührglas gegeben und gerührt. Garniert wird der Cocktail in dieser Variante mit einer Cocktailkirsche oder einer Olive und die Flüssigkeit schließlich mit einer Zitronenzeste abgespritzt.
Durch den hohen Anteil von Wermut und Chartreuse ist bei Beachtung des Originalrezeptes eine starke Kräuternote vorherrschend. Daher wird vielfach eine Reduktion der Anteile von Wermut und Chartreuse empfohlen, sodass das Verhältnis beispielsweise 3:1:1 beträgt.